# ديسلي (الرستاق)
ديسلي منطقة سكنية تقع في ولاية الرستاق، التابعة لمحافظة جنوب الباطنة في سلطنة عمان. يقدر عدد سكانها بـ 160 نسمة حسب إحصاء عام 2010 التابع للمركز الوطني للإحصاء والمعلومات الحكومي. رمز المنطقة هو 70140252.

## الوصلات الخارجية
- ديسلي قرية صغيرة تقع في جنوب الباطنة في ولاية رستاق. ومن ناحية جغرافية المنطقة محيطة بالجبال من كل الجهات الاربعة وتضاريسها وعرة نوع ما، وهذا ما يجعلها منطقة سياحية جميلة حيث بها وادي جميل لا ينقطع الماء فيه طوال السنة. الجبال الشاهقة والمتنوعة في الصخور وذالك في الجبال اشجار جبلية جميلة ومتنوعة ونادرة قد لا تجدها في مناطق أخرى في الولاية وكذالك الحيونات المتنوعة التي تعيش في المنطقة ومنها الوعل العربي والوشق وغيرها الكثير من الحيونات المميزة.
- جميع الخدمات متواجدة في المنطقة وهي منطقة مأهولة بالسكان لمركز الوطني للإحصاء والمعلومات، سلطنة عمان